# Mesophellia rodwayi
Mesophellia rodwayi är en svampart som beskrevs av Trappe 1993. Mesophellia rodwayi ingår i släktet Mesophellia och familjen Mesophelliaceae.   Inga underarter finns listade i Catalogue of Life.